# Jacques Godfrain
Jacques Godfrain, né le 4 juin 1943 à Toulouse, est un homme politique français.

## Biographie

### Études et carrière professionnelle
Après une scolarité au lycée Pierre-de-Fermat et l'obtention du titre de Lauréat Zellidja, il est diplômé de l'Institut d'études politiques de Toulouse (promotion 1965), avant d'acquérir un diplôme d'études supérieures de sciences économiques obtenu à Paris en 1967.
Il commence son activité professionnelle en 1967 en tant qu'attaché de direction à la Snecma. Puis il rejoint l'Union de transports aériens (1970-1973 et 1974-1978).
Il épouse Martine Lang le 10 juillet 1971.

### Carrière politique
Il est membre successivement de l'Union pour la nouvelle République, de l'Union des démocrates pour la République (UDR), du Rassemblement pour la République (RPR), de l'Union pour un mouvement populaire (UMP) et du comité d'honneur du Mouvement initiative et liberté.
Encarté en 1961 à 18 ans à l'Union pour la nouvelle République, il dirige l'association gaulliste des étudiants (AEG) de Toulouse tout en étant responsable syndical - président de l'Amicale de l'IEP de Toulouse, responsable local de la Fédération nationale des associations des grandes écoles (FNAGE) et de la corpo de droit et de sciences.
Il est l'un des fondateurs de l'Union des jeunes pour le progrès (UJP); il siège dans son premier bureau national en 1965-1966. Ce sont les événements de mai 1968 qui l'amènent à rejoindre le Service d'action civique (SAC) selon son témoignage donné en 1982 à la commission d'enquête parlementaire sur les activités du SAC. Selon l'historien du SAC François Audigier, il est membre de cette association gaulliste avant 1968; il est responsable de son antenne jeunes à partir de 1967. Ou bien à partir de la fin de l'année 1965. Son parrain en politique Jacques Foccart, inspirateur du SAC au nom du général de Gaulle, le fait entrer en 1967 au comité central de l'Union des démocrates pour la République (UDR), puis à son bureau exécutif en 1971. Il est alors le plus jeune cadre de l'UDR.
Il fait partie de la tendance minoritaire et droitière de l'UJP pour qui mai 68 est une tentative insurrectionnelle des gauchistes qu'il convient de réprimer. Il participe à l'encadrement de la grande manifestation parisienne de soutien au général de Gaulle, du 30 mai, ainsi qu'à la mise en place des Comités pour la défense de la République (CDR). Il est parachuté candidat aux législatives de juin 1968, dans les Pyrénées-Orientales, contre le sortant Paul Alduy, sans succès. Âgé de 25 ans, il est alors le plus jeune candidat.
Il est désigné en 1970, à 27 ans, membre de la section de l'expansion extérieure et de la coopération du Conseil économique et social. Il intègre ensuite le bureau national du SAC, vers 1973 selon ses dires, et fait partie dès lors de son équipe dirigeante autour de Pierre Debizet, au 5 rue de Solférino à Paris, avant d'en être le trésorier de septembre 1976 à février 1978 et le directeur de la publication de son périodique. Il affirme toutefois n'avoir été qu'un trésorier « prête-nom »,,.
En 1973, il se présente en mars aux législatives, cette fois à Paris dans le 7e arrondissement, mais là encore sans succès. Trésorier des CDR selon un article du Monde, il est nommé en juin chargé de mission au secrétariat général de la présidence de la République, auprès de Georges Pompidou, grâce à son mentor Jacques Foccart. Il y est chargé en 1974 de la région parisienne, des voyages du président et des relations avec l'UDR.
Il est conseiller municipal de Saint-Affrique (1977-1995), député (1978-1995 puis 1997-2007), conseiller général de l'Aveyron (1979-1992), conseiller régional de Midi-Pyrénées (1992-1998), ministre de la coopération (1995-1997) et maire de Millau de 1995 à 2008.
Il a été membre du bureau de l'UDR, secrétaire national du RPR chargé de la sécurité, des questions sociales et des professions libérales (1984-1990) et, au sein de l'UMP, secrétaire national chargé de l'Afrique de la fédération des français de l'étranger (jusqu'en 2004).
Au titre de son activité parlementaire à l'Assemblée nationale, il a été membre du bureau des groupes RPR et UMP, questeur et secrétaire de la commission des affaires étrangères. Il donne son nom à la loi Godfrain de 1988, portant sur la répression de la criminalité informatique.
Il se voit décerner le premier prix du Prix de l'humour politique de 1993 pour avoir prononcé cette saillie : « Les socialistes aiment tellement les pauvres qu'ils en fabriquent ».
Battu à Millau le 16 mars 2008 lors du second tour des élections municipales par Guy Durand, candidat socialiste, il ne parvient pas non plus à accéder au palais du Luxembourg, s'inclinant face à la gauche lors des élections sénatoriales du 21 septembre suivant.
En 2015, Jacques Godfrain, participe à l'inauguration de l’Esplanade Alain Chastagnol, inaugurée à Souillac, par son maire Jean-Michel Sanfourche, puis honorée de la présence de Jacques Toubon, ancien ministre et de Jean-Jacques de Peretti, ancien ministre,.

### Autres fonctions
Il est président de la Fondation Charles de Gaulle de janvier 2011 à décembre 2018, succèdant ainsi à Pierre Mazeaud, Yves Guéna et Pierre Messmer.
Le 24 mai 2013, il devient membre libre de l'Académie des sciences d'outre-mer.
Il est également président des associations France Volontaires qui est chargée de promouvoir le volontariat international , Alliés contre la faim et La Méridienne, chargée de la promotion touristique de l'autoroute A75.
Il est également trésorier de la Fondation Pierre Fabre. Dans les années 1980, il a écrit dans la revue du Club de l'horloge, Contrepoint.
Franc-maçon, il est membre de la Grande Loge de France.
Jacques Godfrain est également membre du Comité d'honneur du syndicat étudiant UNI.

## Mandats
- 20/03/1977 - 13/03/1983 : adjoint au maire de Saint-Affrique (Aveyron)
- 03/04/1978 - 22/05/1981 : député
- 18/03/1979 - 17/03/1985 : membre du conseil général de l'Aveyron
- 02/07/1981 - 01/04/1986 : député
- 14/03/1983 - 19/03/1989 : adjoint au maire de Saint-Affrique (Aveyron)
- 18/03/1985 - 29/03/1992 : membre du conseil général de l'Aveyron
- 02/04/1986 - 14/05/1988 : député
- 06/06/1988 - 01/04/1993 : député
- 20/03/1989 - 18/06/1995 : membre du conseil municipal de Saint-Affrique (Aveyron)
- 23/03/1992 - 15/03/1998 : membre du conseil régional de Midi-Pyrénées
- 02/04/1993 - 18/06/1995 : député
- 18/05/1995 - 07/11/1995 : ministre délégué auprès du ministre des affaires étrangères, à la coopération
- 19/06/1995 - 16/03/2008 : maire de Millau (Aveyron)
- 07/11/1995 - 02/06/1997 : ministre délégué auprès du ministre des affaires étrangères, à la coopération
- 01/06/1997 - 18/06/2002 : député
- 18/06/2002 - 18/06/2007 : député
- juin 2008 - juin 2012 : député suppléant d'Alain Marc pour la troisième circonscription de l'Aveyron
- mars 2008 - mars 2014 : membre du conseil municipal de Millau (opposition UMP)

## Œuvres
- L'Afrique, notre avenir, Michel Lafon, 1998
- Politique sociale et participation, Éditions du Rocher, 1999
- Manifeste pour un gaullisme social, Éditions du Rocher, 2002
- Les ponts, le diable et le viaduc (roman), Le Jardin des Livres, 2003 (Grand prix du roman régional du journal toulousain)

## Décorations

### Françaises
- Officier de la Légion d'honneur (décret du 31 décembre 2018)[28].
  -  Chevalier de la Légion d'honneur (décret du 30 janvier 2008)[29].

- Commandeur de l'ordre national du Mérite (Décret du 2 mai 2012)[30].

- Officier de l'ordre du Mérite agricole

### Etrangères
- Chevalier de l'Ordre national du Burkina Faso (2006)[31]
- Commandeur de l'Ordre du Ouissam alaouite (2016)[32],[33]